# Coelestin Nauwerck
Coelestin Nauwerck (* 7. Juli 1853 in Zürich; † 17. Oktober 1938 in Dresden) war ein deutscher Pathologe. Über 28 Jahre leitete er in Chemnitz das Städtische Pathologisch-Hygienische Institut.

## Leben
Nauwerck war das jüngste von sechs Kindern von Carl Nauwerck, der nach der Deutschen Revolution 1848/49 aus Preußen geflohen war. Nach der Matura in Zürich – wahrscheinlich an der Kantonsschule Rämibühl – studierte er an der Universität Zürich Medizin. 1877 bestand er das Staatsexamen. Er ging zunächst in die Innere Medizin und war Assistenzarzt in Winterthur und an der Medizinischen Klinik vom Universitätsspital Zürich.
In Zürich wurde er 1881 zum Dr. med. promoviert. Seit 1883 bei Ernst Ziegler an der Eberhard Karls Universität Tübingen, habilitierte er sich 1884 für Pathologie. Mit Ziegler gründete er 1884 die Beiträge zur pathologischen Anatomie und allgemeinen Pathologie. 1886 wurde er zum a.o. Professor ernannt. 1889 wechselte er zu Ernst Neumann an die Albertus-Universität Königsberg. Zeitweise hielt er auch einen Lehrauftrag für Bakteriologie. 1898 als Prosektor nach Chemnitz berufen, entfaltete er durch Obduktionen und mikroskopische Biopsieuntersuchungen eine „äußerst fruchtbare Unterstützung“ der Kliniker. Darüber hinaus widmete er sich der Bakteriologie. Damit leistete er einen hervorragenden Beitrag zur Bekämpfung von Diphtherie, Scharlach, Syphilis und Typhus. Wasser- und Abwasseruntersuchungen führten zu einer wesentlichen Verbesserung der Stadthygiene. Er wirkte mit am Bau zweier Institutsgebäude und an der ärztlichen Fortbildung. Der Rat der Stadt Chemnitz ließ ihn in den 1920er Jahren porträtieren.

## Werke
- Beiträge zur Kenntnis des Morbus Brightii. Beiträge zur Pathologischen Anatomie 1 (1886), S. 1–84.
- Sektionstechnik für Studierende und Ärzte, 6. Auflage. Fischer, Jena 1921.

## Ehrungen
- Ölbild von Carl Lange
- Nauwerck-Haus, das Institutsgebäude an der Ecke Feldstraße (heute Rembrandt-Straße) und Ziesche-Straße (1933), zerstört bei den Luftangriffen auf Chemnitz
- Ehrengrab am Krematorium vom Städtischen Friedhof Chemnitz
- Nauwerck-Straße im Ärzteviertel von Chemnitz-Schönau (1951)